# Obora (district de Plzeň-Nord)
Pour les articles homonymes, voir Obora.
Obora (en allemand : Worel) est une commune du district de Plzeň-Nord, dans la région de Plzeň, en République tchèque. Sa population s'élevait à 569 habitants en 2022.

## Géographie
Obora se trouve à 6 km au sud-sud-est de Plasy, à 18 km au nord du centre de Plzeň et à 77 km à l'ouest-sud-ouest de Prague.

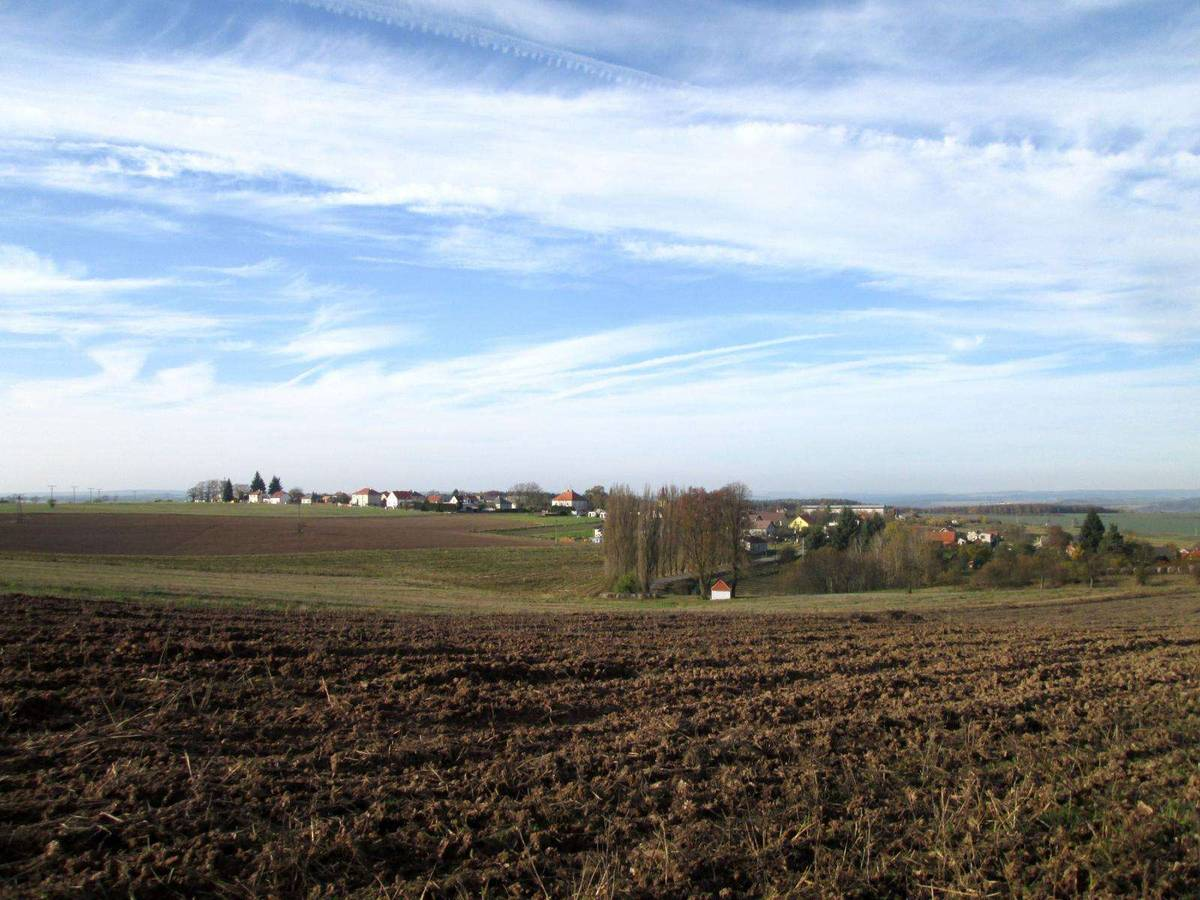
Obora : vue générale.

La commune est limitée par Plasy au nord, par Koryta à l'est, par Dobrič, Jarov et Hromnice au sud, et par Kaznějov à l'ouest.

## Histoire
La première mention écrite de la localité date de 1175.

## Transports
Par la route, Obora se trouve à 3 km de Kaznějov, à 7 km de Plasy, à 18 km de Plzeň et à 109 km de Prague.